# Чорний вхід у пекло
Чорний вхід у пекло (англ. Back Door to Hell) — військова драма 1964 року.

## Сюжет
У грудні 1944 року троє американських солдатів висаджуються на одному з островів Філіппін для збору відомостей про японські війська перед висадкою основних сил. Під час важкої подорожі в тропічних лісах, солдати втрачають радіопередавач. Група незабаром входить в контакт з партизанами на чолі з Пако — шкільним учителем. Японці дізнаються про присутність розвідгрупи і беруть в заручники школярів.

## У ролях
| Актор             | Роль              |
| ----------------- | ----------------- |
| Джиммі Роджерс    | лейтенант Крейг   |
| Джек Ніколсон     | Барнет            |
| Джон Хакетт       | Джерсі            |
| Аннабелль Хаггінс | Марія             |
| Конрад Мага       | Пако              |
| Джонні Монтейро   | Рамундо           |
| Джо Сісон         | японський капітан |
| Генрі Дювал       | Гарде             |
| Бен Перез         |                   |
| Вік Уемацу        |                   |